# Мельник, Евгений Алексеевич
Евгений Алексеевич Мельник (род. 17 ноября 1954, Артём, Приморский край) — бывший мэр города Переславля-Залесского, казачий генерал. Осуждён за мошенничество.

## Биография
Родился 17 ноября 1954 года в семье военнослужащего. Окончил Иркутское пожарно-техническое училище. Работал инспектором, заместителем начальника пожарной части, помощником начальника штаба пожаротушения Хабаровского края. В Хабаровске окончил Институт народного хозяйства, факультет планирования промышленности.
На пожаре, рискуя жизнью, вынес из горящей квартиры трёх детей и награждён медалью «За отвагу на пожаре».
С 1987 года заместитель начальника отдела госпожнадзора Переславля-Залесского, позднее заместитель начальника милиции. С 1990 года депутат городского совета и его председатель. В 1994—1996 годах заместитель директора ЗАО «ЛИТ».
В марте 1996 года избран мэром города Переславля. В 1999 году защитил кандидатскую диссертацию в форме научного доклада по теме: «Актуальные проблемы экономической психологии малого города: На примере г. Переславль-Залесский Ярославской области», кандидат экономических наук. В марте 2000 года избран мэром во второй раз, в 2004 — в третий раз.
Во время работы мэром оформил себе инвалидность. Газета сообщает, что при этом он был совершенно здоров.
Член-корреспондент Международной академии психологических наук.
Жена — Нина Николаевна Мельник (Москалёва), дочь — Оксана Евгеньевна Мельник.

## Должностные преступления

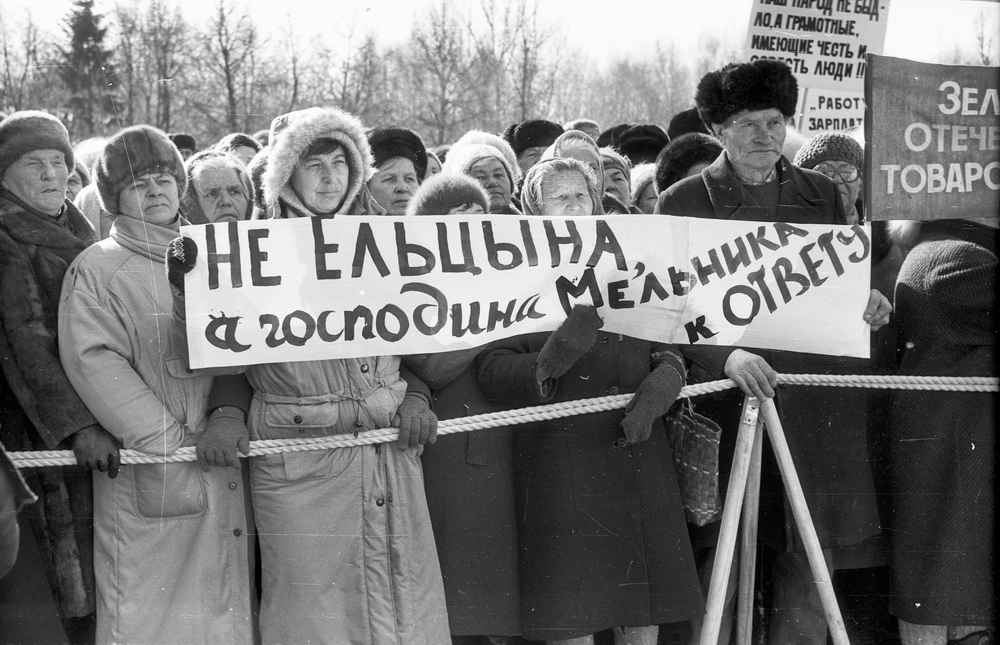
Переславцы призывают мэра Е. А. Мельника к ответу (1997 год)

Будучи мэром, Е. А. Мельник злоупотребил должностными полномочиями и приобрёл за бесценок земельные участки в центре Переславля, а затем продал их. Цена первого участка составила около 600 тысяч рублей, второго около 340 тысяч рублей, третий участок принёс 70—80 тысяч. Обвинение по трём эпизодам было передано в Ярославский областной суд.
Судья Переславского районного суда Евгений Яшин рассмотрел это обвинение и обнаружил два факта.
В конце января 2000 года Е. А. Мельник, нарушив закон, перевёл земельный участок площадью 2450 м² из государственной собственности в земельный фонд Переславля. Из переведённого земельного участка он по собственной воле выделил участок площадью 1200 м² для индивидуального жилищного строительства. Этот участок был выкуплен за 3768 рублей, а затем Е. А. Мельник реализовал его по рыночной стоимости за 670 тысяч рублей. В результате преступления бюджет города Переславля не получил 670 тысяч рублей.
Получив от государства трёхкомнатную квартиру, Е. А. Мельник представил фальшивую справку о том, что не имеет жилья, и выделил себе земельный участок в 601 квадратный метр в городе Переславле. За этот участок он заплатил городу 6 тысяч рублей. Зарегистрировав землю на своё имя, он продал этот участок частному предпринимателю за 300 тысяч рублей.
28 декабря 2009 года мэр города Переславля был признан виновным в совершении 2 преступлений, предусмотренных статьёй 285-2 Уголовного кодекса РФ. За злоупотребления служебными полномочиями суд осудил его на 3 года в колонии.
В июле 2010 года, отсидев только 8 месяцев, по решению Верховного суда России освобождён условно-досрочно. 29 июля вернулся в Переславль.

## Награды и звания
- медаль «За отвагу на пожаре»
- медаль «За безупречную службу»

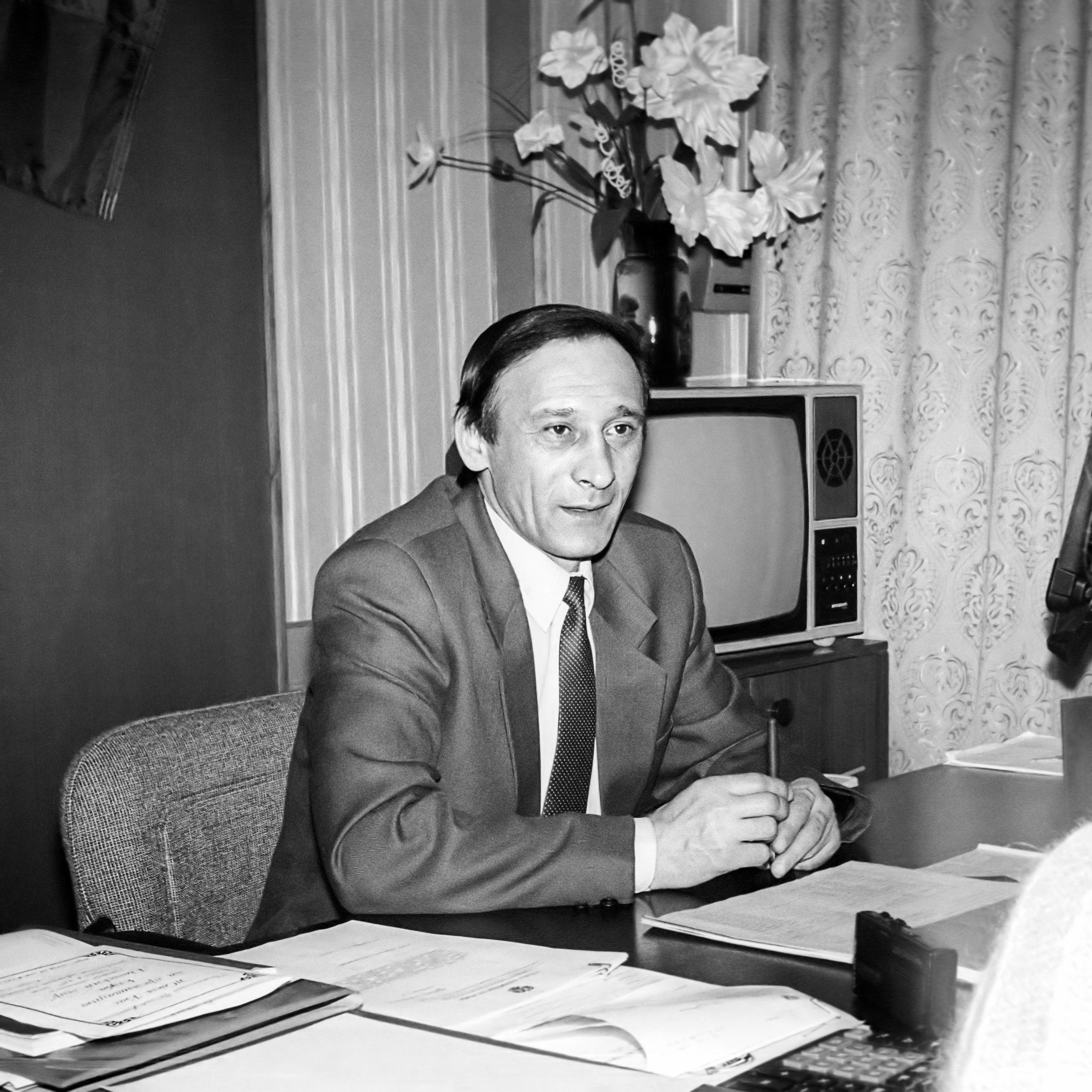
Мэр Переславля-Залесского Евгений Алексеевич Мельник даёт первое интервью в своей должности

- медаль ордена «За заслуги перед Отечеством» II степени (2002)[11]
- орден святого князя Владимира[1]
- орден святого благоверного князя Даниила Московского III степени (2002)
- орден «Возрождения» (Лига возрождения Российской монархии)
- орден святого равноапостольного великого князя Владимира III степени
- орден Русской Академии Естественных наук «За пользу Отечеству им. В. Н. Татищева»
- орден «За вклад в наследие народов России»
- почетный гражданин Переславля-Залесского (23 июля 2007)[12]
- казачий генерал[13]
- «генерал безопасности» (по версии Академии проблем безопасности)[13]
- кавалер ордена Петра Великого (по версии Академии проблем безопасности, обороны и правопорядка)[13]
- негосударственный орден «Святого Георгия Победоносца» III степени[14] (предположительно, от Российской палаты личности)
- Почетный строитель России.